# تشاه فعلة غربي (قلعة قاضي)
تشاه فعلة غربي (بالفارسية: چاه فعله غربی) هي قرية تقع في إيران في قسم قلعة قاضي الريفي. يقدر عدد سكانها بـ 712 نسمة بحسب إحصاء 2016.